# Kat Abughazaleh
Katherine Marie Abughazaleh  (Dallas, Texas, 24 de març de 1999), més coneguda com a Kat Abughazaleh i professionalment com a Kat Abu, és una periodista, influenciadora i comentarista política estatunidenca. Abughazaleh esdevingué famosa mentre treballava a Media Matters for America, on guanyà popularitat arran de les seves crítiques a un dels personatges més influents i emblemàtics del canal de tendència ultradretana Fox News, Tucker Carlson.
Els escrits d'Abughazaleh han estat publicats per la revista Mother Jones i The New Republic.
El març de 2025, va anunciar la seva campanya amb el Partit Demòcrata per a la Cambra de Representants dels Estats Units al 9è districte congressional de l'estat d'Illinois.